# 长沙刚竹
长沙刚竹（学名：Phyllostachys verrucosa）为禾本科刚竹属下的一个种。

## 扩展阅读
- 維基物種上的相關：长沙刚竹